# HMS Gävle (J9)
HMS Gävle (J9) var en stadsjagare i svenska flottan. Fartyget byggdes vid Götaverken i Göteborg och levererades 3 juni 1941 som femte fartyg i Göteborg-klassen. Mellan 1948 och 1951 genomfördes en ombyggnad, då bland annat skrovet breddades och mellan 1958 och 1963 byggdes fartyget om till fregatt. Gävle utrangerades 1968 och användes därefter som ångcentral vid utprovningen av turbinerna i Oskarshamns kärnkraftverk. År 1972 skrotades fartyget i Ystad.

## Utformning och bestyckning
HMS Gävle var 94,6 meter lång, 9,0 meter bred och hade ett djupgående av 2,6 meter. Standarddeplacementet var 1 040 ton och det maximala deplacementet var 1 240 ton. Maskineriet bestod av tre oljeeldade ångpannor av märket Penhoët, som levererade ånga till två ångturbiner av märket de Laval. Maskineriet hade effekten 32 000 hästkrafter vilket gav en toppfart på 39 knop. Under provturerna uppnåddes hela 41 knop.
Huvudartilleriet bestod av tre 12 cm kanoner m/24 C. Dessa var placerade en på backdäck, en midskepps mellan skorstenarna och en på akterdäck. Luftvärnet bestod av den nyutvecklade 25 mm luftvärnsautomatkanon m/32. Dessa satt i ett dubbellavetage på aktra bryggan, och två på gångborden. Vidare fanns ombord även monterade kulsprutor, torpedtuber på däck samt sjunkbombskastare och sjunkbombsfällare.

## Historia

HMS Gävles vapen.

HMS Gävle byggdes vid Götaverken i Göteborg, som även byggt systerfartyget HMS Göteborg (J5), och sjösattes den 25 september 1940. Efter provturer och utrustning levererades hon till Marinen den 3 juni 1941.
Under andra världskriget användes Gävle för bland annat eskorttjänst och deltog i bärgandet av baltflyktingar hösten 1944.
Runt år 1950 genomgick Gävle en ombyggnation då bland annat skrovet breddades för att öka stabiliteten, och den mellersta 12 cm kanonen flyttades till akterbryggan. Det hade nämligen visat sig att kanonen då den stod mellan skorstenarna skymdes av dessa, vilket gav dåliga bestrykningsvinklar. Vidare byttes luftvärnet ut mot modernare kanoner och radar, hydrofoner samt stridsledningscentral tillkom.
Runt år 1960 byggdes fartyget om på nytt. Denna gång togs torpedtuberna bort, antiubåtsgranater tillkom och minkapaciteten ökades från cirka 40 till 130 minor.
Gävle utrangerades den 6 december 1968, vartefter hon såldes till ASEA-Atom och användes som ångcentral vid utprovningen av turbinerna vid Oskarshamns kärnkraftverk. År 1972 skrotades fartyget i Ystad. 12 cm-kanonerna kom senare, tillsammans med kanoner från systerjagaren HMS Kalmar, att användas som bestyckningen av Rödbergsfortet, Bodens fästning.